# Pozuel del Campo
Pozuel del Campo es un municipio y localidad española de la provincia de Teruel, en la comunidad autónoma de Aragón. El término municipal, ubicado en la comarca del Jiloca, tiene una población de 66 habitantes (INE 2024). La localidad se encuentra a unos 1128 m sobre el nivel del mar.

## Geografía
Integrado en la comarca del Jiloca, se sitúa a 71 km de la capital provincial. El término municipal está atravesado por la carretera N-211 entre los pK 92 y 101. El código postal es 44315. El municipio tiene un área de 27,85 km² con una población de 60 habitantes (INE 2022) y una densidad de 2,15 hab./km². Limita con la provincia castellana de Guadalajara.
El relieve del municipio está caracterizado por una zona más montañosa al oeste y al sur, formando parte de la Sierra Menera, y una zona más llana al este que desciende de forma progresiva hacia el río Jiloca. La altitud del municipio oscila entre los 1270 m al suroeste, en Sierra Menera, y los 1000 m al este. El pueblo se alza a 1128 m sobre el nivel del mar. 
| Noroeste: Blancas     | Norte: Blancas   | Noreste: Blancas        |
| Oeste: El Pedregal    |                  | Este: Monreal del Campo |
| Suroeste: Ojos Negros | Sur: Ojos Negros | Sureste: Ojos Negros    |

## Historia
En el año 1248, por privilegio de Jaime I, este lugar se desliga de la dependencia de Daroca, pasando a formar parte de Sesma del Río Jiloca en la Comunidad de Aldeas de Daroca, que dependían directamente del rey, perdurando este régimen administrativo hasta la muerte de Fernando VII en 1833, siendo disuelta ya en 1838.
A mediados del siglo XIX, la villa tenía contabilizada una población de 406 habitantes. Aparece descrita en el decimotercer volumen del Diccionario geográfico-estadístico-histórico de España y sus posesiones de Ultramar de Pascual Madoz de la siguiente manera:

POZUEL DEL CAMPO: v. con ayunt. en la prov. de Teruel, part. jud. de Calamocha, dióc. y aud. terr. de Zaragoza y c. g. de Aragon. sit. en la cima de un montecillo cercado de otros mayores, conservando algunos trozos de muralla antigua con torreones; el clima es sano y no se conocen enfermedades especiales. Se compone de 130 casas de mediana construccion; un pósito con escasas existencias; una escuela de instruccion pública medianamente concurrida, igl. parr. (San Miguel Arcángel), servida por un cura de entrada y provision ordinaria y un cementerio que en nada perjudica a la salud pública. Confina el térm. por el N. con el de Blancas; E. Monreal; S. Ojos Negros y O. el Pobo, prov. de Guadalajara, part. jud. de Molina: hay en él en direccion N. un pozo de cuyas aguas se surten los vec. y ademas de un manantial en el pueblo de escasas aguas. El terreno es de buena calidad y participa de llano y monte con manchas de carrascal; hay una deh. esclusivamente dedicada para el ganado. Los caminos conducen á los pueblos limítrofes hallándose en regular estado. El correo se recibe de la cab. del part. prod.: mucho trigo, azafran, semillas y algunas legumbres; hay ganado lanar, cabrío y vacuno y caza de conejos, liebres y perdices. pobl.: 101 vec., 406 alm. riqueza imp.: 50,264 rs.
(Madoz, 1849, pp. 194-195)

## Demografía

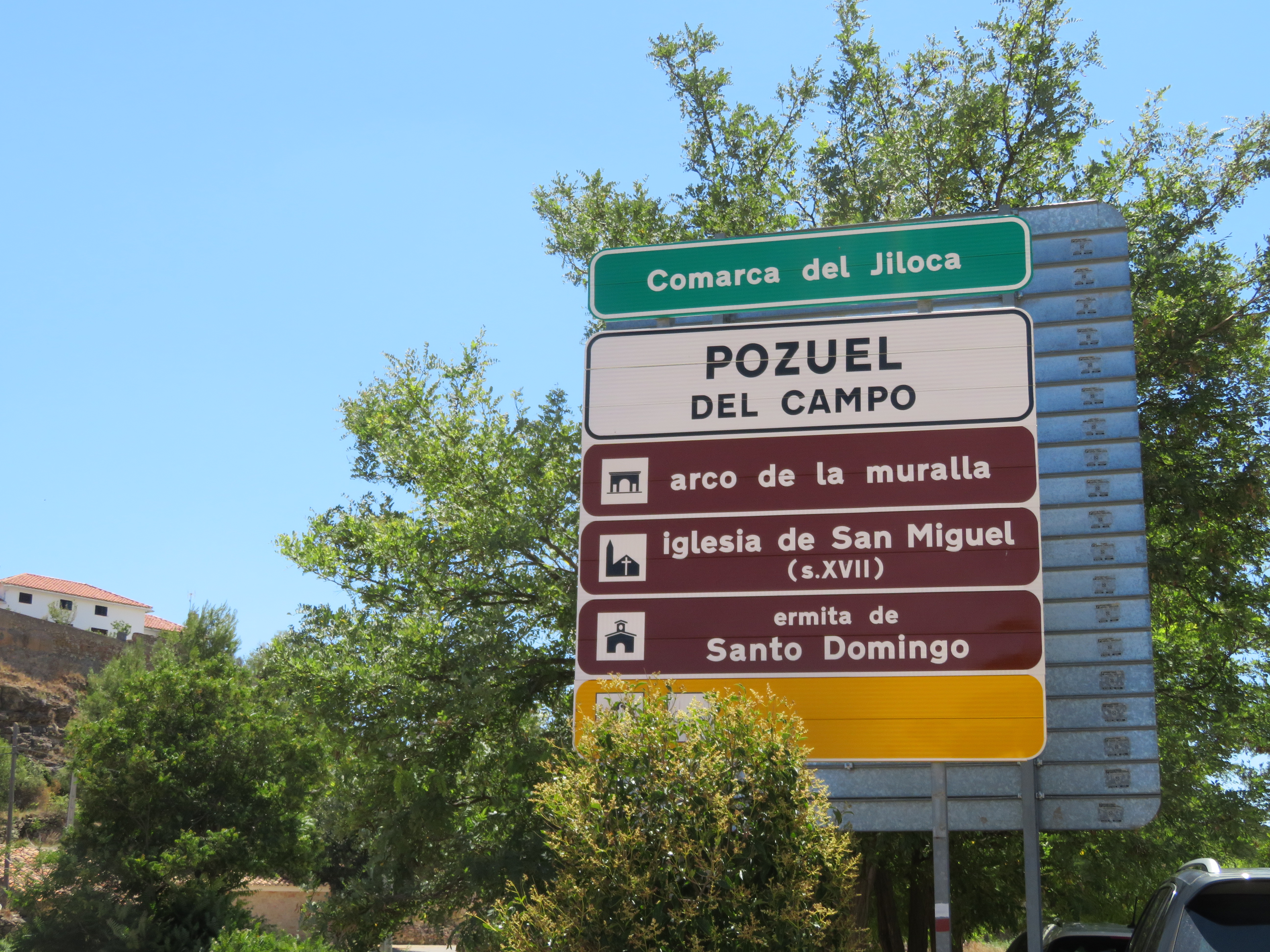
Pozuel del Campo

Pozuel del Campo cuenta con una población de 66 habitantes (INE 2024).
| Gráfica de evolución demográfica de Pozuel del Campo entre 1842 y 2021                                                                                      |
| |
| Población de derecho según los censos de población del INE Población de hecho según los censos de población del INEEn este censo se denominaba Pozuel: 1857 |

## Economía
Su economía es agrícola y ganadera (cultivo de cereales, pastoreo, producción cárnica porcina).

## Administración y política

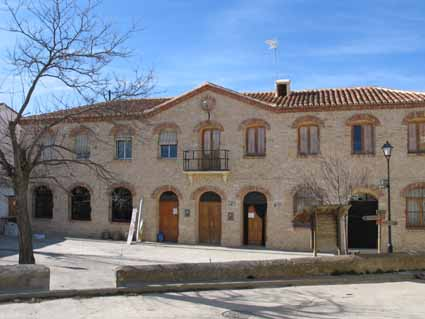
Casa consistorial

| Período   | Alcalde                  | Partido |  |
| --------- | ------------------------ | ------- |  |
| 1979-1983 | Isaac Muñoz Hernández    | UCD     |  |
| 1983-1987 |                          |         |  |
| 1987-1991 |                          |         |  |
| 1991-1995 |                          |         |  |
| 1995-1999 |                          |         |  |
| 1999-2003 |                          |         |  |
| 2003-2007 |                          |         |  |
| 2007-2011 |                          |         |  |
| 2011-2015 | María José Marco Sánchez | PAR     |  |

| Partido político    | Partido político                                   | 2003   | 2007   | 2011   | 2015   |
| Partido político    | Partido político                                   | Ediles | Ediles | Ediles | Ediles |
|                     | Partido Aragonés (PAR)                             | 4      | 5      | 2      | 2      |
|                     | Partido de los Socialistas de Aragón (PSOE-Aragón) | —      | —      | —      | 1      |
|                     | Partido Popular de Aragón (PP)                     | 1      | —      | —      | —      |
|                     | Compromiso con Aragón (CA)                         | —      | —      | 1      | —      |
|                     | Chunta Aragonesista (CHA)                          | —      | —      | —      | —      |
|                     | Izquierda Unida (IU)                               | —      | —      | —      | —      |
| Total de concejales | Total de concejales                                | 5      | 5      | 3      | 3      |

## Patrimonio
Dentro del casco urbano de la población se encuentra una iglesia parroquial bajo la advocación de San Miguel Arcángel, construida en 1723, en la cual se conservan valiosos retablos de los siglos XV y XVI. Otros edificios son la ermita de Santo Domingo de Silos del siglo XVIII y la ermita del Carmen, de construcción más modernista y fechada a principios del siglo XX. Otros elementos son el antiguo castillo amurallado, los restos de poblados ibéricos y monumentales romanos, y un abrevadero del siglo XVI.

## Fiestas
Celebra sus fiestas mayores, en honor a San Miguel, en el 2011 las fiestas son del 24 al 28 de agosto. San Miguel es celebrado el 29 de septiembre. También se celebra una romería llamada el Santo Cristo que este año[¿cuándo?] ha sido el 11 de junio.